# قسمت (فیلم ۱۹۶۸)
قسمت (به هندی: Kismat) یا سرنوشت (به انگلیسی: Destiny) فیلمی هندی محصول سال ۱۹۶۸ و به کارگردانی منموهان دسای است. در این فیلم بازیگرانی همچون بیسواجیت چاترجی، بابیتا، هلن، کمال مهرا و مراد ایفای نقش کرده‌اند.